# Naamgeving van planetoïden
De naamgeving van planetoïden verloopt volgens de volgende regels:

## Te bevestigen NEO's
Aardscheerders en andere objecten waarvan het bestaan nog bevestigd moeten worden krijgen een tijdelijke aanduiding zoals A11pl3Z voor 3I/ATLAS .

## Voorlopige naamgeving
Een planetoïde, object in de Kuipergordel of een andere kandidaat krijgt bij ontdekking eerst een voorlopige aanduiding volgens het volgende systeem:
- eerste vier cijfers: jaar van ontdekking
- eerste letter: de nummer van de halve maand gedurende dat jaar (waarbij de I en de Z niet worden gebruikt):

| Letter | Datum          | Letter | Datum           |
| ------ | -------------- | ------ | --------------- |
| A      | 1-15 januari   | B      | 16-31 januari   |
| C      | 1-15 februari  | D      | 16-29 februari  |
| E      | 1-15 maart     | F      | 16-31 maart     |
| G      | 1-15 april     | H      | 16-30 april     |
| J      | 1-15 mei       | K      | 16-31 mei       |
| L      | 1-15 juni      | M      | 16-30 juni      |
| N      | 1-15 juli      | O      | 16-31 juli      |
| P      | 1-15 augustus  | Q      | 16-31 augustus  |
| R      | 1-15 september | S      | 16-30 september |
| T      | 1-15 oktober   | U      | 16-31 oktober   |
| V      | 1-15 november  | W      | 16-30 november  |
| X      | 1-15 december  | Y      | 16-31 december  |

- de tweede letter wordt in volgorde van ontdekking toegekend, waarbij de letter I niet gebruikt wordt:

| Letter  | Letter  | Letter  | Letter  | Letter  |
| ------- | ------- | ------- | ------- | ------- |
| A = 1e  | B = 2e  | C = 3e  | D = 4e  | E = 5e  |
| F = 6e  | G = 7e  | H = 8e  | J = 9e  | K = 10e |
| L = 11e | M = 12e | N = 13e | O = 14e | P = 15e |
| Q = 16e | R = 17e | S = 18e | T = 19e | U = 20e |
| V = 21e | W = 22e | X = 23e | Y = 24e | Z = 25e |

bijvoorbeeld: 1989 AC: is het derde object dat in de periode van 1-15 januari 1989 is ontdekt.
- bij 26 tot 50 objecten per periode van een halve maand, wordt de tweede letterserie herhaald met het cijfer 1 erachter (A1...Z1). Bij 51 tot 75 objecten voor dezelfde halve maand wordt de volgende cijfer genomen (A2...Z2). Dit gaat steeds verder: A3... Z3, voor 76 tot 100, enzovoort. Indien mogelijk wordt dit cijfer verlaagd (subscript) aangegeven.

bijvoorbeeld: 1995 SA, 1995 SB, ..., 1995 SY, 1995 SZ, 1995 SA1, ..., 1995 SZ1, 1995 SA2, ..., 1995 SZ9, 1995 SA10, enzovoort.
Met 50 nummers voldoet het systeem voor: A..A1..A50 met 25 letters: 51 x 25 = 1275 ontdekkingen per halve maand.
Voorbeelden van planetoïden met voorlopige naam:
- 2001 WN5: de (25*5 + 13 (N)) =138e planetoïde, ontdekt in de periode 16-30 november 2001.
- 2002 MN: de 13e (N) planetoïde ontdekt in de periode 16-30 juni (M) in 2002.
- 2002 NY40: de (25*40 + 24(Y)) = 1024e planetoïde ontdekt in de periode 1-15 juli (N) 2002.

Sommige planetoïden hebben meerdere voorlopige namen gehad omdat men meende een nieuwe planetoïde ontdekt te hebben. Later bleek dan dat het hemellichaam al bekend was. Zo was (3156) Ellington 1970 RH, 1982 FL, 1953 EE, 1982 GA, 1934 GV en 1953 FD1.

## Definitieve naamgeving

### Nummer
Als de baangegevens van een planetoïde goed genoeg bekend zijn (vaak na vier gemeten omlopen) wordt er door het Minor Planet Center van de IAU een catalogusnummer aan toegekend.
Dit was op 22 november 2004 al voor 90.154 planetoïden gebeurd. In februari 2025 was dat 773.916. Op de website van het Minor Planet Center is een lijst terug te vinden met alle definitief genummerde planetoïden met de voorlopige naamgeving, datum van de eerste observatie, de plaats van de observatie en de naam van de ontdekker. Het catalogusnummer wordt altijd tussen haakjes voor de aanduiding of naam vermeld.

### Naam
De ontdekker mag een naam voorstellen aan de Working Group Small Bodies Nomenclature (WGSBN) van de Internationale Astronomische Unie. De nieuwe naam mag niet gelijken op een reeds bestaande naam en mag geen geladen politieke betekenis hebben die verbonden is aan een gebeurtenis van de laatste honderd jaar (bijvoorbeeld de twee wereldoorlogen). Voor bepaalde specifieke categorieën van planetoïden gelden aparte regels: zo worden Jupiter-Trojanen genoemd naar personages uit de Trojaanse oorlog zoals beschreven door Homerus.
11.962 planetoïden hadden per 22 november 2004 naast een nummer ook een naam gekregen. Op 3 juli 2025 waren dat 25.399 planetoïden. 
Zo heeft object 1989 AC het nummer 4179 gekregen, en de naam Toutatis. Tot nummer 3707 hebben alle planetoïden een naam gekregen, daarna zijn nog niet alle planetoïden benoemd. Sommige krijgen minder voor de hand liggende namen zoals (8749) Beatles of (3568) ASCII. Soms wordt daartoe intensief campagne gevoerd, zoals in het geval van (3834) Zappafrank en (25924) Douglasadams.
Bij "prestigieuze" objecten zoals (tot augustus 2006) de beste kandidaat voor de tiende planeet, 2003 UB313, wordt van tevoren vaak al een naam geclaimd, zo zou 2003 UB313 volgens de ontdekker Lila maar volgens anderen Xena kunnen gaan heten. In september 2006 heeft dit object de definitieve naam (136199) Eris gekregen.
Voorbeelden van planetoïden met definitieve naam:
- (243) Ida
- (253) Mathilde
- (281) Lucretia (ontdekt in 1888)
- (433) Eros (ontdekt in 1898)
- (951) Gaspra
- (1620) Geographos
- (4179) Toutatis
- (4769) Castalia

Sinds augustus 2006 heeft de voormalige planeet Pluto de status van dwergplaneet en is als nummer 134340 in de catalogus opgenomen.

## Een stukje van een lijst van het MPC
```
Designation (and name) a e i Orbit U Last obs. code Mag.
2004 QF
20 
 2.46 0.46 18 S52 2004 Sept.23 704 17.9
2004 RH
9 
 2.82 0.43 41 R39 2004 Sept. 8 448 19.1 R
2004 RM
9 
 1.59 0.18 36 S36 7 2004 Sept.20 E14 19.2 R
2004 RJ
10 
 2.67 0.51 26 S52 6 2004 Sept.23 704 20.2
2004 RT
109
 3.73 0.55 42 S52 7 2004 Sept.22 691 19.6 V
2004 RZ
109
 2.53 0.36 27 S01 2004 Sept.15 704 19.7
2004 RP
111
 4.23 0.62 14 S01 2004 Sept.15 704 19.6
2004 SD 2.55 0.43 27 S52 2004 Sept.23 704 19.7
(1373) Cincinnati 3.42 0.32 39 65988 0 2004 Sept.26 H41 15.5 R
(5066) Garradd 1.94 0.15 41 36058 2 2004 Aug. 27 E12 18.1 R
(5164) Mullo 3.65 0.50 20 47604 1 2004 Sept.22 704 19.7
(16868) 1998 AK
8 
 1.80 0.18 48 14999 1 2001 Aug. 11 608 20.3
(16958) 1998 PF 2.01 0.29 42 47653 1 2004 Sept.10 E17 18.7 R
(17493) Wildcat 2.74 0.44 44 66007 1 2004 Aug. 10 A30
(19021) 2000 SC
8 
 2.68 0.30 47 47657 1 2004 Sept.22 H41 16.5 R
(19844) 2000 ST
317
 5.19 0.05 40 6672 0 2004 Apr. 16 E17 21.1 R
(20898) Fountainhills 4.23 0.47 46 7975 1 2004 Sept.14 704 19.0
(22653) 1998 QW
2 
 2.75 0.18 46 31796 1 2004 Sept.16 704 19.4
(79512) 1998 KE
3 
 2.05 0.25 48 58304 2 2004 June 21 859 17.8 R
(87269) 2000 OO
67 
 514.00 0.96 20 63419 0 2004 Aug. 23 304 21.9 R
(88043) 2000 UE
110
 2.89 0.29 52 63705 1 2004 Aug. 11 461 20 R
```